# أنوغ إيتي
أنوغ إيتي (بالإنجليزية: Anog lte)‏ وتعرف أيضا باسم إيتي، ومعنى الكلمة "امرأة بوجه مضاعف” وهي عند هنود أمريكا الشمالية زوجة تاتي Tate (الريح) وابنة سكان Skan (السماء). اسمها يعكس وجهيها؛ أحدهما جميل والآخر قبيح، وقد صارت بهذين الوجهين عقابا لها لمحاولتها إغواء وي wi (الشمس). وفي قصص أخرى عند شعب لاكوتا تعتبر هي التي أحضرت صناعة "الريش" وهي التي صبغت ريش الشيهم.

## معرض صور

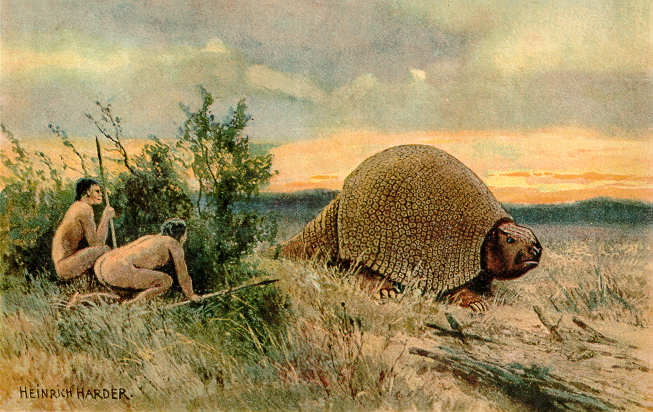
رسم توضيحي للسكان الأصليين وهم يصطادون غليبتودون.
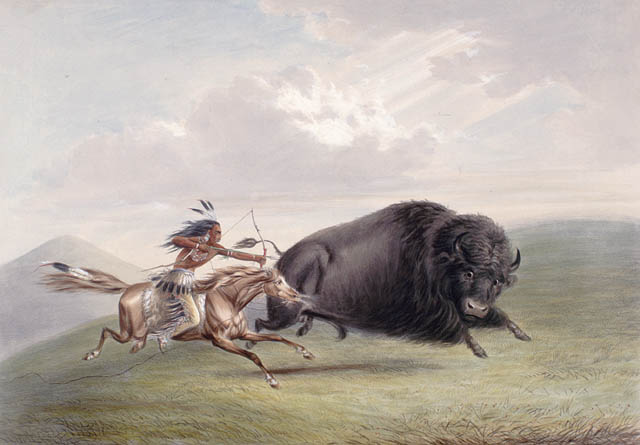
مطاردة البيسون يصورها جورج كاتلين.
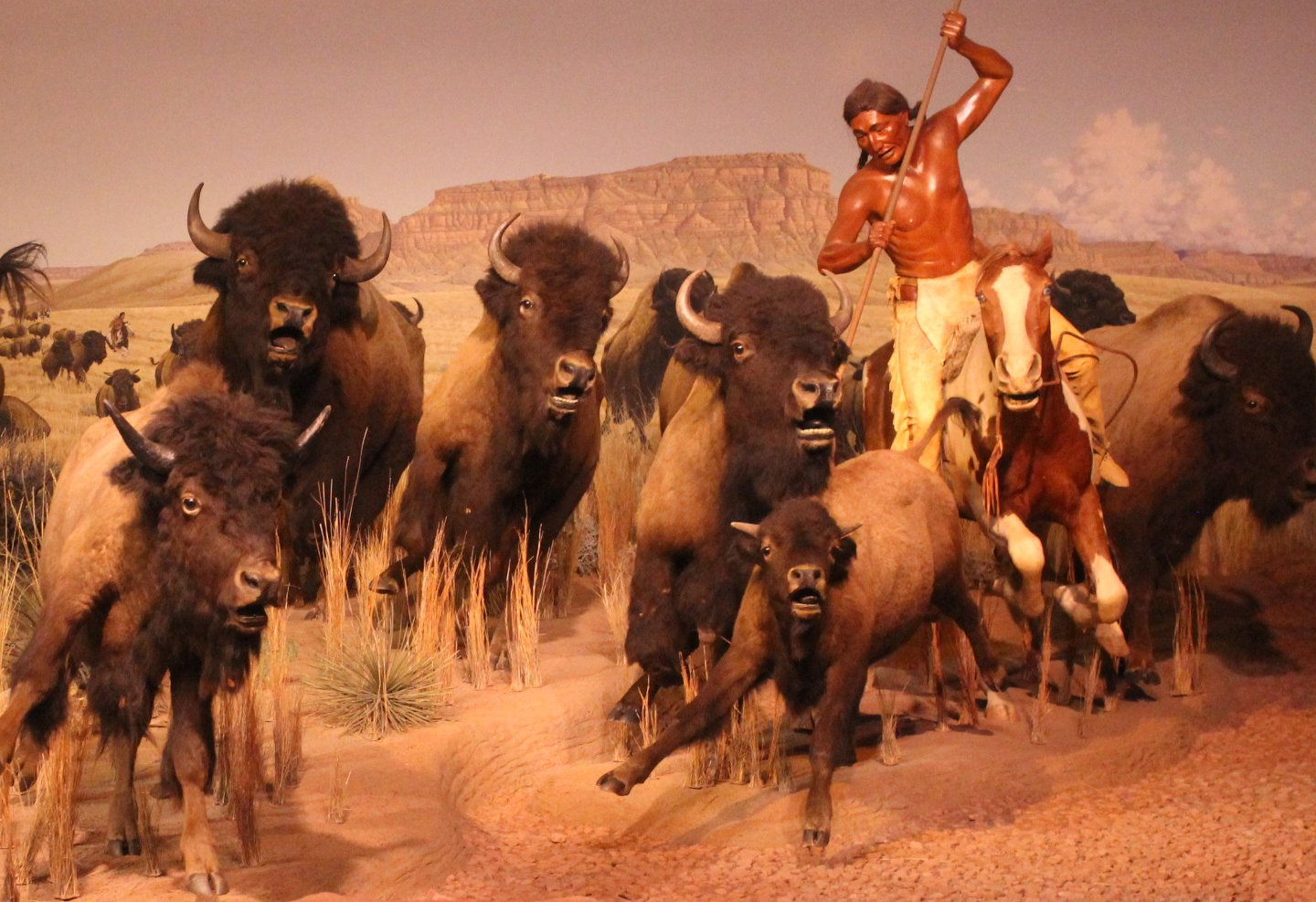
مطاردة حيوان البيسون من قبل أحد السكان الأصليين.
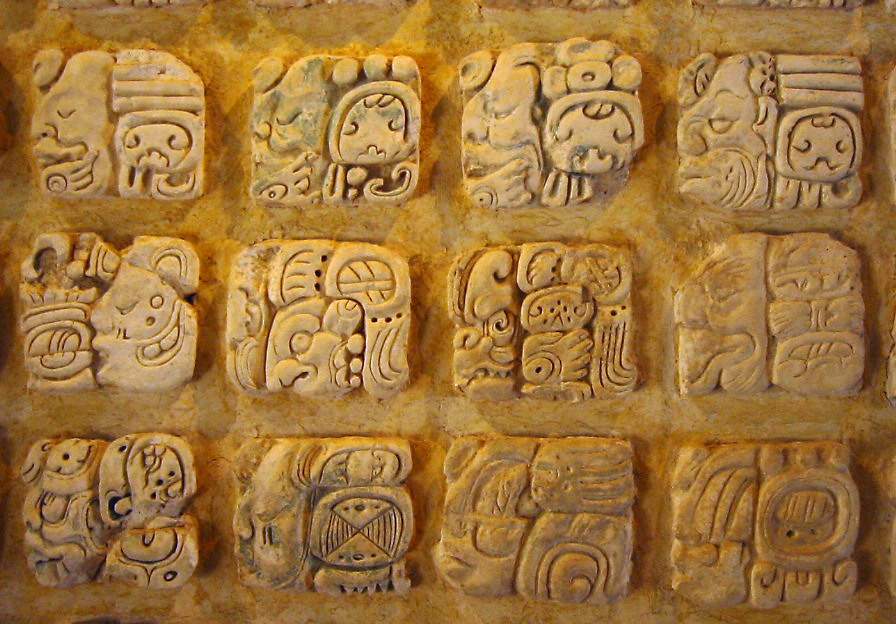
صورعلى الجص من المايا في متحف Sitio في بالينكو، المكسيك.
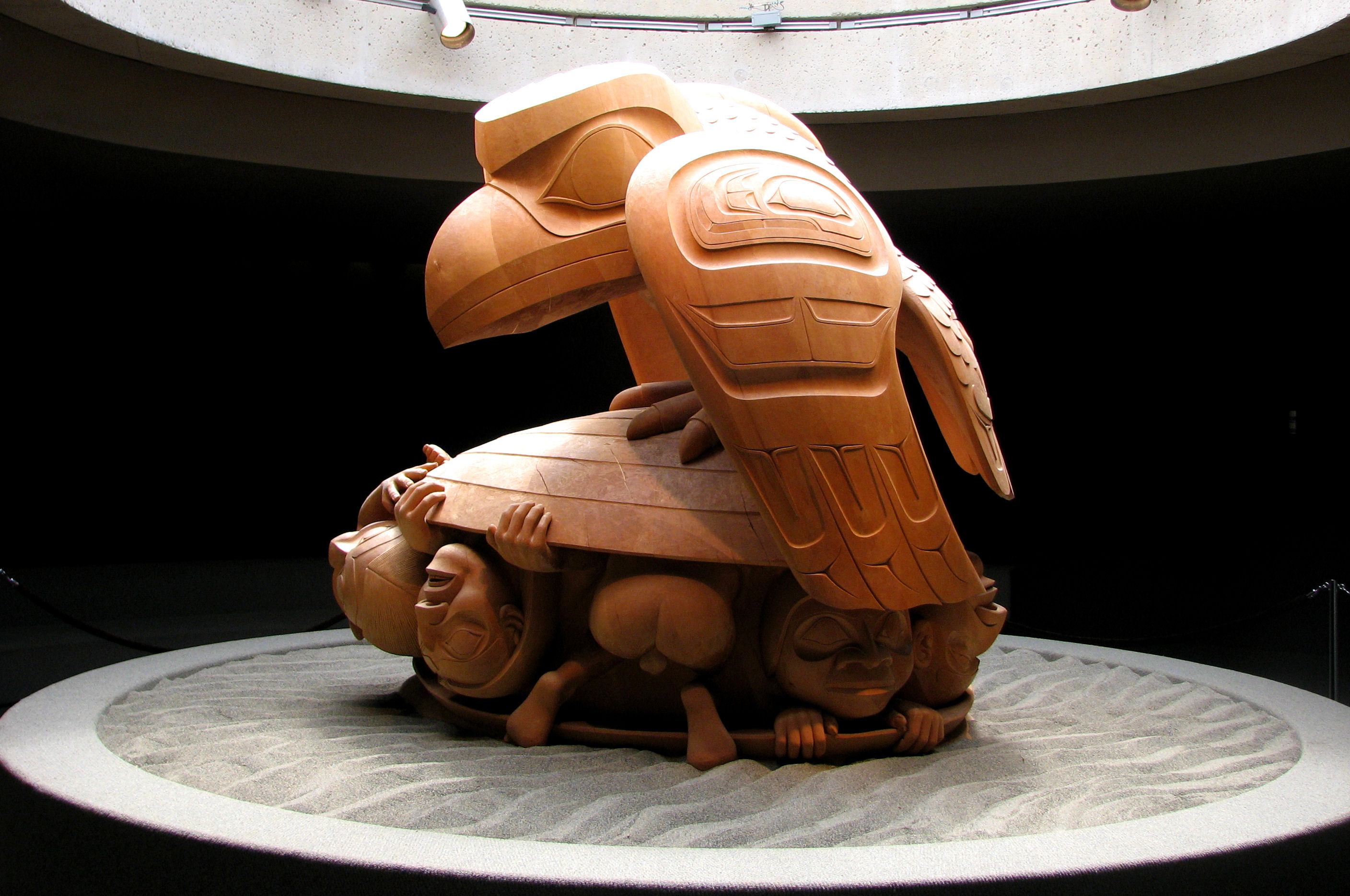
الغراب والرجل الأول. يمثل الغراب شخصية المحتال المشترك في العديد من الأساطير.